# Spamgourmet
SpamGourmet ist ein Internetservice, der seit dem Jahr 2000 Wegwerfmailadressen anbietet, um den Anwender vor Spam zu schützen. Der Service ist kostenlos und wird durch Google-AdSense-Werbung finanziert. Der Name des Dienstes setzt sich zusammen aus Spam und Gourmet und weist darauf hin, dass der Sinn dieses Dienstes das „Verschlucken“ oder „Verspeisen“ von unerwünschten Werbemails ist.

## Funktionsweise
Wird im Internet eine Mailadresse verlangt, so kann eine SpamGourmet-Adresse angegeben werden. Es wird dann von SpamGourmet die in der Adresse (siehe unten) festgelegte Anzahl Mails an das richtige Mailkonto weitergeleitet und folgende Mails an diese Adresse werden von SpamGourmet ignoriert.
Es kann auch auf eingehende Mails geantwortet werden, ohne die eigene Mailadresse zu verraten.
Nach der Anmeldung braucht der Benutzer die Seite nie wieder zu besuchen. Angemeldete Benutzer können selbstständig die Anzahl der Wegwerf-Mailadressen bestimmen, indem sie beliebig oft neue Wegwerfadressen erfinden. Möchte man keine neuen Mailadressen erfinden, kann man im Untermenu „versteckte Wegwerfadressen zeigen“ den Zähler verbrauchter Adressen wieder auf Null setzen.

## Aufbau der Mailadressen
Mailadressen von SpamGourmet sind grundsätzlich so aufgebaut:
- (Präfix.)Irgendeinwort.(AnzahlMails.)Benutzername@SpamGourmet.com.

Irgendeinwort kann eine beliebige Zeichenkette aus Zahlen und Buchstaben sein. Hat der Benutzer im Profimodus ein Präfix gespeichert, muss die Zeichenkette mit diesem Präfix beginnen. Der Parameter AnzahlMails bestimmt, wie viele Mails an diese Adresse weitergeleitet werden. Es können eine Zahl von 1 bis 20 oder Wörter, die mit den Buchstaben a bis t beginnen, angegeben werden. Das Präfix, das Codewort und AnzahlMails sind nicht zwingend nötig. Wird die Angabe AnzahlMails weggelassen, bekommt der Nutzer maximal soviele Mails wie in den Benutzereinstellungen angegeben ist (Standard bei Gründung einer Spamgourmet E-Mail-Adresse ist drei, höchster erlaubter Wert zwanzig). Der Benutzername wird bei der Anmeldung festgelegt.

## Anwendungsfälle, bekannte Probleme
Typische Anwendungsfälle für solche Adressen sind Foren, Softwareregistrierungen, Newsletter etc. Da SpamGourmet nach Ablauf der gültigen Anzahl Mails kommentarlos verschluckt, sollte der Service nicht für wichtige Korrespondenz genutzt werden.
Da der Service inzwischen einige Bekanntheit erreicht hat, werden SpamGourmet-Mailadressen von einigen Internetservices, die sich durch den Verkauf von Mailadressen finanzieren, nicht mehr akzeptiert. Außerdem unterbinden schon zahlreiche Internetforen mit Registrierungszwang die Benutzung von SpamGourmet-Adressen, um die Registrierung von Troll-Accounts einzudämmen. Auf der Internetseite von SpamGourmet finden sich alternative Adressen, um dieses Problem zu umgehen.

## Abschaltung/Wiederinbetriebnahme
2019 kündigte der Betreiber an, aus gesundheitlichen Gründen den Dienst endgültig zu beenden. Da er eine Weitergabe der Mailadressen der Benutzer ausgeschlossen hatte, entfiel auch eine denkbare Übergabe an einen neuen Betreiber. Seit 2020 ist keine Anmeldung für neue Benutzer mehr möglich.
Spamgourmet ist seit dem 20. Mai 2020 wieder online und lässt neue Benutzerregistrierungen zu.

## Open Source
Die Software von SpamGourmet ist Open Source und wird interessierten Anwendern auf Anfrage zugemailt bzw. ist auf SourceForge verfügbar.